# Гергард Францеші
Гергард Францеші (нім. Gerhard Franceschi; 1 жовтня 1921, Аугсдорф — 4 липня 2009, Дюссельдорф) — німецький офіцер-підводник, оберлейтенант-цур-зее крігсмаріне.

## Біографія
1 січня 1941 року вступив на флот. З квітня по 22 листопада 1942 року пройшов практику вахтового офіцера на підводному човні U-156, на якому взяв участь у двох походах. З 23 листопада 1942 по 22 квітня 1943 року пройшов курс підводника, після чого був направлений на будівництво U-764. З 6 травня 1943 року — 2-й, з червня 1943 року — 1-й вахтовий офіцер на U-764, на якому взяв участь у п'яти походах. З 2 жовтня по 16 листопада 1944 року пройшов курс командира човна. В січні 1945 року направлений на будівництво U-4704. З 14 березня 1945 року — командир U-4704. 5 травня 1945 року наказав затопити човен в рамках операції «Регенбоген». 8 травня 1945 року взятий в полон британськими військами.

## Звання
- Кандидат в офіцери (1 січня 1941)
- Фенріх-цур-зее (1 грудня 1941)
- Оберфенріх-цур-зее (1 жовтня 1942)
- Лейтенант-цур-зее (1 липня 1943)
- Оберлейтенант-цур-зее (1 квітня 1945)

## Нагороди
- Нагрудний знак підводника (8 липня 1942)
- Залізний хрест
  - 2-го класу (17 листопада 1942)
  - 1-го класу (20 вересня 1944)
- Фронтова планка підводника
  - в бронзі (1944)
  - в сріблі (17 березня 1945)